# Reacción eutectoide
Una reacción eutectoide es un proceso metalúrgico que ocurre en las aleaciones binarias con cierta concentración de los aleantes. Es similar a la reacción eutéctica pero en vez de ser un líquido, el que transforma es un sólido   
La aleación con composición eutéctoide en estado sólido, al ser enfriada lentamente, llega a una temperatura de solidificación denominada temperatura eutectoide, en donde ocurre la reacción:
sólido 1 → sólido 2 + sólido 3  
Es una reacción invariante, ya que tiene lugar bajo condiciones de equilibrio a temperatura específica y a composición de la aleación invariable (de acuerdo con la regla de Gibbs, {\displaystyle F=0}).
Durante la reacción eutectoide coexisten tres fases y están en equilibrio, por lo que se presenta una estabilización térmica horizontal en la temperatura eutectoide en la curva de enfriamiento de la aleación de composición eutectoide .
Todas las fases resultantes en este proceso son sólidas: durante el enfriamiento, las fases cambian su concentración de soluto por difusión en estado sólido, sin embargo, ya que la difusión es lenta a bajas temperaturas, nunca se alcanza el equilibrio normal y esto se materializa en la diferente estructura que adoptan los átomos, agrupándose en zonas en las cuales los aleantes están claramente diferenciados, como por franjas, por varillas, globular o acicularmente.
- Datos: Q6101627